# Александар Миљковић (музичар)
Александар Миљковић (Београд, 26. март 1975) српски је класични контрабасиста.

## Биографија
Рођен је 1975. године, од оца Благоја (1927–1993), дугогодишњег новинара Радио Београда, и мајке Оливере (рођ. Јанковић; 1935–2025).
Након завршене средње школе отишао је у САД, где је завршио Interlochen Centar for the Arts. Иако је примљен у неколико универзитета у Америци, студије је започео у Европи. Дипломирао је контрабас на Факултету музичке уметности Универзитета уметности у Београду, а упоредо је студирао и у Шведској на Краљевској музичкој академији у Стокхолму.
Био је један од представника студената из Србије на додели Нобелове награде 1999. године. Постдипломске студије је завршио је Шпанији на музичкој академији у Саламанки. На свим школовањима је примао пуне стипендије.
Његова класа је имала честе концерте и јавне наступе. Могу се издвојити концерти у Студентском културном центру у Културном центру Београда, на стадиону Маракана и концерти поводом пете и шесте манифестације Ноћ музеја.
Имао је више солистичких концерата и јавних наступа у Србији и иностранству. Посебно треба издвојити солистички концерт у Бечу јануара 2006. године, за који је добио подршку Министарства културе Републике Србије.
Урадио је музику за већину клубова из Спортског друштва Црвена звезда, као и музику за фудбалску репрезентацију Арубе, фудбалске клубове ВГСК из Великог Градишта, Карађорђе, Реал Емирејтс из Гане, Косаницу из Куршумлије и још осамнаест клубова. Компоновао је званичну музику за ФК Вождовац и ФК Српски бели орлови из Канаде.
Урадио је званичну музику за рукометну кућу славних у Швајцарској, за Медитеранске игре и за уличну трку у Ћуприји. Објавио је 15 CD-ова, између осталих за Педагошки музеј у Београду.
Написао је соло концерт за контрабас и оркестар Трио Оливера. Заједно са мајком Оливером, почасни је грађанин Остриковца. Примљен је у Афричку кућу славних спорта и музике. Сарадник је ТВ Храм.
Од 2002. године предаје контрабас у музичкој школи „Станковић”, а од 2013. године предаје у летњој школи и на Интернационалној музичкој академији на Брачу.
Предавао је контрабас на факултету Академији лепих уметности у Београду од 2012. до 2014. године, а предаје музичко у средњој школи Доситеј у Београду од 2014. године.

## Објављене књиге
Објавио је две књиге за контрабас. Друга је званични уџбеник за контрабас у Републици Српској, прихваћен у још четири земље. Објавио је и трећу књигу „Од музике до спорта”. Миљковићеву четврту књигу објавио је Универзитет у Акри као званични уџбеник за контрабас.